# 宣夜説
宣夜説（せんやせつ）とは古代中国天文学における宇宙構造論の一つ。蓋天説や渾天説と違い、天には形体というものがなく虚空であるとする。
宣夜説では天には形質というものがなく、仰ぎ見れば、高く遠く果てがない。遠道の黄山を望み見ると青く、千尋の深谷をのぞき込むと窈黒であるように天の青も本当の色ではなく、黒も形体があるからではないとされる。
天体は形体ある天にくっついているようなものではなく、虚空のなかにおのずから浮かんでいる。どこにも繋がれていないからこそ天体ごとに動きに遅速が異なるとされる。
宣夜説を唱えたものには中国ではじめて歳差を発見した虞喜（281年 - 356年）がおり、宣夜説にもとづいて『安天論』を著した。
なお、当時の中国ではあまり発展せず、やがて滅んでしまった。